# 黑皮夫人
黑皮夫人，又稱豬母鬼，是台灣嘉義縣東石鄉港口村當地的守護神，原為含怨而死並在當地作亂的母豬靈魂，後來在媽祖的調解下不再作祟，被當地人建廟祭祀。

## 傳說
傳說過去在清領時期，當地有一戶養豬人家的母豬因為懷孕了，經常跑出圍欄偷吃附近田裡的地瓜葉，農夫因為作物被偷吃很不開心，就埋伏在田溝裡，當母豬又出現時舉起鋤頭打死了母豬，腹內的十二隻小豬也死了，豬主人為了報復，將母豬的頭浸泡尿液、四十九天之後撈起並貼上符咒，埋在農夫的家附近以詛咒對方。不久，農夫死亡，和母豬一起進入地獄。母豬在地獄裡向閻羅王喊冤，閻羅王便交給她「烏令旗」（冤魂索命的許可證明），母豬的怨魂便回到當地作亂（有些版本中沒有豬主人詛咒的橋段），不僅豬主人和農夫家都遭遇不幸，當地農民的收成也欠佳、太陽升起時公雞不啼、狗看到陌生人也不叫，最後在港口宮的媽祖出面協調之下，母豬才收手，讓村民在當地建廟奉祀祂，而玉皇大帝也收回了烏令旗，封母豬為「黑皮夫人」。

## 廟宇
黑皮夫人的廟是位於當地武聖爺廟旁邊的豬娘娘廟，原先只是簡陋的「三片壁」（只有三面牆壁，無門），日治末期時才改建為磚牆。她會保佑信眾的家人和家庭和樂，據說曾經有人請求她解決丈夫外遇問題，沒多久丈夫便真的跟小三起衝突而分手；而在民國70年左右，全台風行大家樂，也有人祈求豬母娘娘明牌，雖然有人中獎、但也有摃龜的人懷恨在心，趁夜竟然拿鋼刷毀豬母娘娘神像的容顏，並放火燒廟，但在逃亡的時候機車卻無預警故障而被逮捕。
每到農曆4/20（豬娘娘聖誕日）時，當地的信眾都會載著整車的金紙前來祝壽並祭祀，為先人的誤殺表達歉意。

## 其他
據說黑皮夫人偶爾也會惡作劇，如讓人夢到自己種的甘蔗田裡作物的東西全被豬隻吃掉的惡夢、或是把放在路邊曝曬的地瓜乾全部反黑等事情。
除了黑皮夫人外，台灣其他地方也有豬母鬼的故事流傳，例如臺南北門區的鎮海將軍廟也有祭拜冤死的母豬靈魂、石門國小也曾被豬母鬼入侵、並在教室內拉屎。也有人因為被豬母鬼作祟而生病、肚子痛，這時就需要去問王爺請示或去收驚。